# Nanortaliks kommun
Nanortaliks kommun var en kommun på Grönland fram till 1 januari 2009. Från detta datum ingår Nanortalik i den nya storkommunen Kujalleq. Nanortalik låg i amtet Kitaa. Huvudort var Nanortalik.

## Byar
- Nanortalik (1 450 invånare)
- Aappilattoq
- Narsarmijit (da.: Frederiksdal, även känt som Narsaq Kujalleq)
- Tasiusaq
- Ammassivik (da.: Sletten)
- Alluitsup Paa (da.: Sydprøven)
- Alluitsoq (6 invånare)